# Silvanolomus pullus
Silvanolomus pullus es una especie de coleóptero de la familia Silvanidae.

## Distribución geográfica
Habita en África Subsahariana, Yemen.